# Aguascalientes (stad)
Aguascalientes är en ort i kommunen Aguascalientes i centrala Mexiko och är huvudstad i delstaten Aguascalientes. Staden grundades 22 oktober 1575. Stadens namn kommer från spanska aguas calientes, som betyder varmt vatten och syftar på närvaron av varma källor i området.

## Storstadsområde
Storstadsområdet, Zona Metropolitana de Aguascalientes, består av tre kommuner:
- Aguascalientes
- Jesús María
- San Francisco de los Romo